# Erhan Afyoncu
Erhan Afyoncu (* 1967 in Tokat) ist ein türkischer Historiker.

## Leben
Erhan Afyoncu besuchte die Grund- und Mittelschule in seiner Heimatstadt Tokat. Nach der Absolvierung des Gymnasiums begann er mit seinem Studium am Sozialwissenschaftlichen Institut der Atatürk Eğitim Fakültesi der Marmara Üniversitesi. Ein Jahr nach Ende seines Studiums wurde er an der Universität als Forschungsassistent eingestellt. 1997 verfasste Afyoncu seine Doktorarbeit bei Yusuf Halaçoğlu, 2000 wurde er Hilfsdozent, 2008 dann Dozent. Im gleichen Jahr wechselte er zur Fen Edebiyat Fakültesi (Kunst- und Wissenschaftsfakultät) Abteilung Geschichte (Tarih Bölümü).
2007 nahm er an dem wöchentlichen Fernsehprogramm Geçmiş zaman olur ki (Wenn die Vergangenheit währt) des Senders Kanal 24 teil. Er gestaltete bis 2015 ein Programm namens Tarihin arka odası (Das Hinterzimmer der Geschichte) mit Murat Bardakçı für den Sender Habertürk TV.

## Werke (Auswahl)
- Sorularla Osmanlı İmparatorluğu 1, 2, 3, 4, 5 und 6
- Osmanlı'nın Hayaleti
- Truva'nin İntikami: Fatih Sultan Mehmed ve İstanbul'un Fethinin Bilinmeyen Yönleri
- Osmanlı İmparatorluğundaki Askeri İsyanlar ve Darbeler
- Ermeni Meselesi Üzerine Araştırmalar
- Das Osmanische Reich: Unverhüllt. Istanbul 2007 ISBN 978-975-6480-81-6 (auch: Ottoman Empire Unveiled. Istanbul 2007 ISBN 978-975-6480-80-9)
- Tanzimat Öncesi Osmanlı Tarihi Araştırma Rehberi
- Fatih ve Fetih Albümü[1]